# Allium praecox
Allium praecox är en amaryllisväxtart som beskrevs av Townshend Stith Brandegee. Allium praecox ingår i släktet lökar, och familjen amaryllisväxter. Inga underarter finns listade i Catalogue of Life.